# Дара, Марк Яковлевич
Марк Яковлевич Дара́ (2 декабря 1929, Москва — 23 августа 1991, Алма-Ата) — советский учёный-геолог, доктор геолого-минералогических наук, лауреат Государственной премии СССР.
М. Я. Дара — специалист в области урановой геологии, металлогении, поисков и разведки месторождений урана; создатель школы по картированию и металлогении вулканогенных толщ. Вся его трудовая деятельность связана с поисками и разведкой месторождений урана в Казахстане.

## Биография
Родился 2 декабря 1929 года в Москве. В 1953 году окончил Московский институт Цветных металлов и Золота им. М. И. Калинина по специальности горный инженер-геолог. С 1954 года работал инженером-геологом, старшим геологом, а уже с 1956 года — главным геологом крупной геологоразведочной партии № 51. С 1958 по 1968 г. руководил крупными геологоразведочными и тематическими партиями. Под его руководством составлена прогнозная специализированная карта по одному из перспективных регионов. С 1966 и до конца жизни — главный геолог Волковской экспедиции Первого Главного геологоразведочного управления Министерства геологии СССР (ныне — Производственно-геологическое объединение ОАО «Волковгеология» Республики Казахстан, г. Алма-Ата).
М. Я. Дара — первооткрыватель уран-молибденовых месторождений — таких, как Ботабурум и Кызылсай в вулканитах Юго-Западного Прибалхашья. Принимал непосредственное участие в выявлении, разведке, подготовке этих месторождений к промышленному освоению. Проводил подготовку и защиту в Государственной комиссии по запасам полезных ископаемых при СМ СССР (ГКЗ СССР) запасов урана группы месторождений пластово-инфильтрационного типа Чу-Сарысуйской урановорудной провинции.
Участвовал в разработке и внедрении комплекса геологических, геохимических, геофизических и других поисковых методов скрытого оруденения. В процессе производственной деятельности разработал ряд важных научных вопросов: дал характеристики весьма сложных в геологическом отношении месторождений дефицитного сырья, создал методику их разведки и оценки, сформулировал и обосновал критерии поисков их аналогов. При его участии выявлен ряд перспективных рудопроявлений.
В 1980 году защитил докторскую диссертацию во ВСЕГЕИ. Автор более 50 опубликованных работ и многих геологических отчетов, наиболее значительные из них: «Закономерности размещения и локализации уран-молибденовых месторождений в вулканических формациях Казахстана» (1981); «Перспективы ураноносности Южного, Юго-Восточного Казахстана и Северной Киргизии» (1977).

## Награды
- Лауреат Государственной премии СССР (1986).
- Заслуженный геолог-разведчик КазССР (1980).
- Почётный разведчик недр Министерства геологии СССР (1981).
- Орден Трудового Красного Знамени (1962).
- Орден «Знак Почёта» (1974).
- Серебряная и бронзовая медали ВДНХ СССР[1].